# Barbara Romanowicz
Barbara A. Romanowicz (Suresnes, 5 de abril de 1950) es una geofísica y sismóloga franco-estadounidense con orígenes polacos. Experta en imágenes del interior de la Tierra, llegando a ser directora del Laboratorio Sismológico de Berkeley en la Universidad de California y presidenta del Departamento de Ciencias de la Tierra y Planetarias de esta universidad.

## Biografía
Barbara Romanowicz nació en Suresnes, hija de militar Kazimierz Romanowicz y la escritora Zofia Romanowiczowa. Los primeros años de la vida de Barbara fueron la inspiración para la novela debut de su madre titulada Baśka y Barbara (1956). Obtuvo una licenciatura en matemáticas de la Ecole Normale Supérieure de París, una maestría en física aplicada de la Universidad de Harvard y un doctorado en astronomía de la Universidad Pierre y Marie Curie y en geofísica de la Universidad de París Diderot.
De 1979 a 1981, Romanowicz fue asistente de investigación postdoctoral en el Instituto de Tecnología de Massachusetts. De 1982 a 1990, mientras trabajaba como investigadora en el Centro Nacional para la Investigación Científica (CNRS), desarrolló una red global de estaciones sísmicas conocida como GEOSCOPE para estudiar los terremotos y la estructura interior de la Tierra. 
Desde 1990 hasta 2011, fue directora del Laboratorio Sismológico de Berkeley. También fue profesora en el departamento de Tierra y Ciencias Planetarias de la Universidad de California, Berkeley . Durante su tiempo en el laboratorio de Berkeley, ella ayudó a desarrollar un sistema de notificación de terremotos en tiempo real para el norte de California. Fue nombrada a la cátedra de Física del Interior de la Tierra en el Collège de France.
Ha sido editora europea de Geophysical Research Letters y editora de Physics of the Earth e Planetary Interiors.
En 1979, Romanowicz se casó con Mark Jonikas.

### Reconocimientos y premios
- Miembro de la Unión Americana de Geofísica (1990)[4]
- Medalla de plata del Centro Nacional para la Investigación Científica (1992)[5]
- Medalla Alfred Wegener de la Unión Europea de Geociencias (1999)[6]
- Miembro de la Academia Estadounidense de las Artes y las Ciencias (2001)[7]
- Medalla de Gutenberg de la Sociedad Europea de Geofísica (2003)[8]
- Miembro de la Academia Nacional de Ciencias (2005)[9]
- Chevalier de la Légion d'Honneur de Francia (2008)
- Medalla Inge Lehmann de la Unión Americana de Geofísica (2009)[10]
- Profesor de Universidad de California, Berkeley (2010)
- Medalla Harry Reid de la Sociedad Sismológica de América (2011)[11]
- Miembro de la Académie des Sciences de Francia (2013)